# تومومی یاماگوچی
تومومی یاماگوچی (انگلیسی: Tomomi Yamaguchi؛ زادهٔ ۱ ژانویهٔ ۱۹۶۷) یک انسان‌شناس ژاپنی است. حوزه‌های تخصصی او فمینیسم، فرهنگ عامه، ملی‌گرایی و جنبش‌های اجتماعی در ژاپن معاصر است.

## زندگی‌نامه
یاماگوچی مدرک دکتری خود را در سال ۲۰۰۴ در دانشگاه میشیگان به پایان رساند. او استاد مردم‌شناسی در دانشگاه ایالتی مونتانا است.
او سردبیر ژورنال آسیا و اقیانوسیه، ژاپن فوکوس است.